# Sauloma tenella
Sauloma tenella är en bladmossart som beskrevs av Mitten 1859. Sauloma tenella ingår i släktet Sauloma och familjen Hookeriaceae. Inga underarter finns listade i Catalogue of Life.